# Lotus F1 Team
Nota: Este artigo é sobre a equipe de Fórmula 1 que competiu como Lotus entre 2012-2015. Para a equipe que competiu entre 1958-1994, veja Team Lotus. Para a equipe que competiu em 1995 como Pacific Team Lotus, veja Pacific Racing. Para a equipe que competiu em 2010 como Lotus Racing e 2011 como Team Lotus, veja Team Lotus (2010–11).
A Lotus F1 Team foi uma equipe  britânica de Fórmula 1. A equipe recebeu o nome de seu parceiro de marca, o Grupo Lotus, a Lotus F1 Team disputou a Fórmula 1 sob este nome a partir da temporada de 2012 até a temporada de 2015 quando foi adquirida de volta pela Renault.
A história da equipe começou no final do ano de 2010 através de um acordo entre a Genii Capital, o Grupo Lotus e a Renault, renomeando então a equipe Renault F1 Team que desde o fim do ano de 2009 pertencia a Genii Capital, um grupo de capital de risco com sede em Luxemburgo, para Lotus Renault GP Team para disputar a temporada de 2011.
No Grande Prêmio de Abu Dhabi de 2012, Kimi Raikkonen venceu e levou a Lotus F1 Team a sua primeira vitória na Fórmula 1 e, também, a primeira vitória do nome "Lotus" após seu retornar à categoria. Havia 25 anos que um carro com o nome Lotus não vencia na Fórmula 1 desde o Grande Prêmio do Leste dos Estados Unidos de 1987. Com a equipe ficando na quarta colocação no Campeonato Mundial de Construtores de Fórmula 1 em sua primeira temporada sob o nome Lotus.

## História

### Origens
A história desta equipe de Fórmula 1 começou em 1981 como a equipe Toleman, com sede em Witney, Oxfordshire, Inglaterra. Em 1986, a equipe foi renomeada para Benetton Formula, na sequência da sua aquisição em 1985 pela família Benetton. Entre 1992 e 1993, a equipe se mudou em alguns quilômetros para uma nova base em Enstone. Michael Schumacher venceu o Campeonato de Pilotos com a equipe em ambas as temporadas de 1994 e 1995. Em 1995, a equipe também venceu o Campeonato de Construtores, com Johnny Herbert pilotando ao lado de Schumacher.
A Renault comprou a equipe Benetton em 2000, e em 2002, ela rebatizou-a de Renault F1 Team. Nas temporadas de 2005 e 2006, Fernando Alonso ganhou o Campeonato de Pilotos com a equipe, e a equipe ganhou os Campeonatos de Construtores (com Giancarlo Fisichella como seu outro piloto).
Começando com a Lotus E20, a equipe reconheceu essas conquistas, colocando três estrelas de ouro na pintura de seu carro, localizado logo à frente do cockpit. No final de 2009, a Renault vendeu sua participação majoritária na equipe para a Genii Capital. A partir de 2011, a Lotus Cars envolveu-se com a equipe, com ela sendo rebatizada, primeiramente para "Lotus Renault GP" para competir na temporada de 2011, e depois para "Lotus F1 Team" para a temporada de 2012.

### Nome Lotus na Fórmula 1
A Team Lotus, uma empresa irmã da Lotus Cars, competiu na Fórmula 1 entre as temporadas de 1958 e 1994, ganhando sete títulos de construtores e seis de pilotos entre 1963]] e 1978.
O nome Lotus voltou à Fórmula 1 em 2010, através da equipe Lotus Racing de Tony Fernandes, que usou o nome através de uma licença concedida pelo Grupo Lotus (proprietário da Lotus Cars). Em setembro de 2010, o Grupo Lotus, em acordo com sua empresa-mãe Proton, terminou a licença para a temporada de 2011, mas Fernandes adquiriu o nome Team Lotus de propriedade privada de David Hunt desde 1994, quando a Team Lotus havia parado de competir na Fórmula 1 e este nome foi usado naquela temporada. Para a temporada de 2012, a Team Lotus mudou seu nome para Caterham F1 Team, abrindo caminho para a equipe Lotus Renault GP ser posteriormente renomeada para "Lotus F1 Team".

### Venda da equipe
Em setembro de 2015, a Lotus confirma que Pastor Maldonado continuaria na equipe por mais uma temporada. Romain Grosjean decidiu se transferir para uma nova equipe, a Haas F1 Team, que fará a sua estreia na Fórmula 1 na temporada de 2016, ele será substituído por Jolyon Palmer, o piloto de testes da equipe na temporada de 2015.
Porém, após um longo período em que a equipe sofria de uma grave crise financeira, a Renault, em dezembro de 2015, adquiriu novamente a equipe e vai competir a temporada de 2016 sob o nome Renault Sport Formula One Team.

## Resumo da equipe

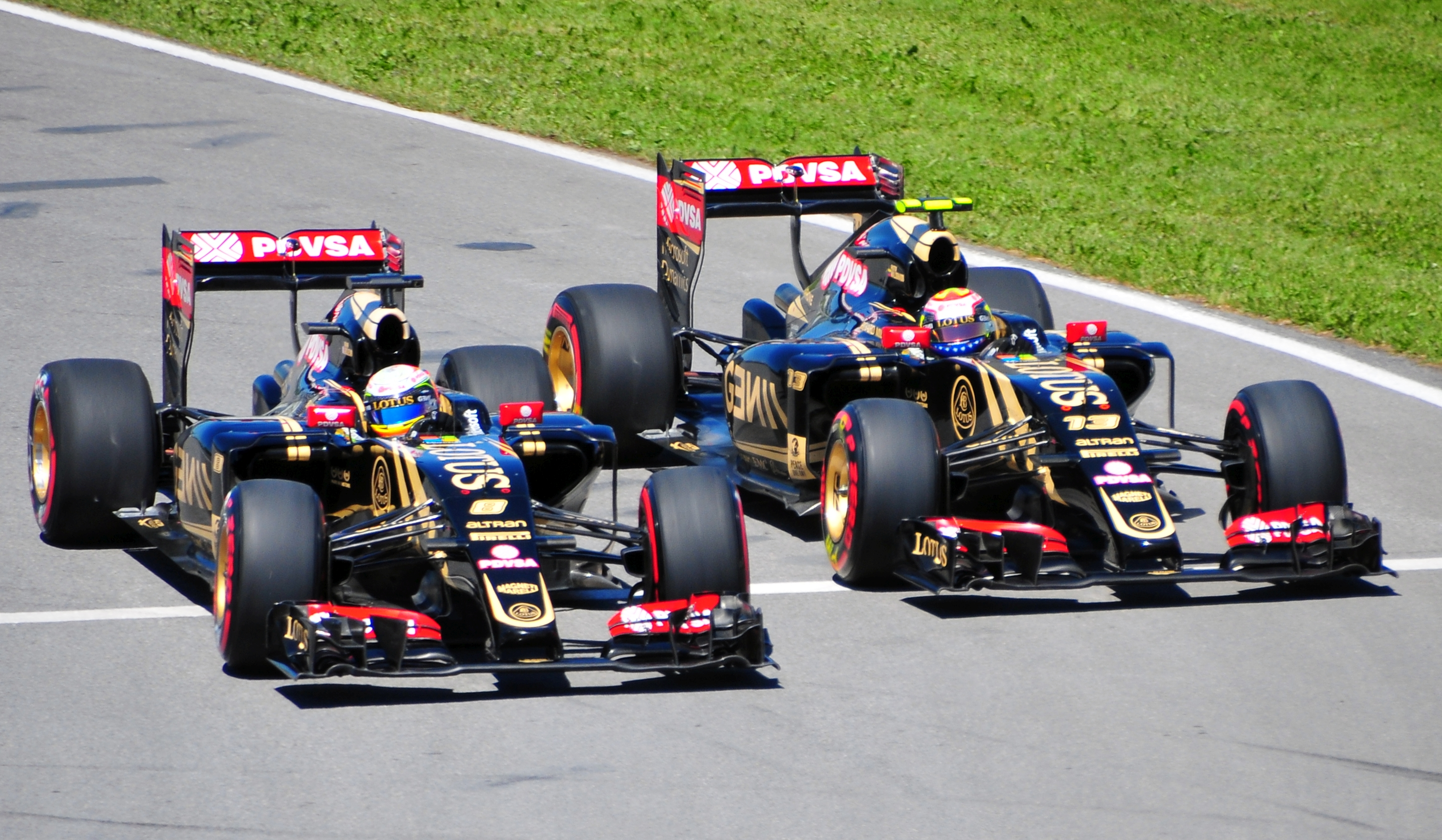
Romain Grosjean e Pastor Maldonado saindo dos pits durante a sessão de qualificação do GP do Canadá de 2015.

- 2015: 19 GPs; 0 vitória; 78 pontos, 6º no mundial
- 2014: 19 GPs; 0 vitória; 10 pontos, 8º no mundial
- 2013: 19 GPs; 1 vitória; 315 pontos, 4º no mundial
- 2012: 20 GPs; 1 vitória; 303 pontos, 4º no mundial

## Pilotos
| Ano  | Nome          | Carro      | Pneus | Motor    | Óleo     | Pilotos                                          | Pilotos de testes                                | Classificação Pontos |
| ---- | ------------- | ---------- | ----- | -------- | -------- | ------------------------------------------------ | ------------------------------------------------ | -------------------- |
| 2015 | Lotus F1 Team | E23 Hybrid | P     | Mercedes | Petronas | Romain Grosjean Pastor Maldonado                 | Jolyon Palmer Carmen Jordá                       | 6º lugar 78 pontos   |
| 2014 | Lotus F1 Team | E22        | P     | Renault  | Total    | Romain Grosjean Pastor Maldonado                 | Charles Pic Nicolas Prost Marco Sørensen         | 8º lugar 10 pontos   |
| 2013 | Lotus F1 Team | E21        | P     | Renault  | Total    | Kimi Raikkonen Romain Grosjean Heikki Kovalainen | Davide Valsecchi Jérôme d'Ambrosio Nicolas Prost | 4º lugar 315 pontos  |
| 2012 | Lotus F1 Team | E20        | P     | Renault  | Total    | Kimi Raikkonen Romain Grosjean Jerome d'Ambrosio | Jerome d'Ambrosio Kevin Korjus Davide Valsecchi  | 4º lugar 303 pontos  |

## Resultados completos na Fórmula 1
| Ano  | Carro      | Motor                           | Pneu | Pilotos           | 1   | 2   | 3   | 4   | 5   | 6   | 7   | 8   | 9   | 10  | 11  | 12  | 13  | 14  | 15  | 16  | 17  | 18  | 19  | 20  | Pontos | Posição final |
| ---- | ---------- | ------------------------------- | ---- | ----------------- | --- | --- | --- | --- | --- | --- | --- | --- | --- | --- | --- | --- | --- | --- | --- | --- | --- | --- | --- | --- | ------ | ------------- |
| 2012 | E20        | Renault RS27-2012 2.4 V8        | P    |                   | AUS | MAL | CHN | BAR | ESP | MON | CAN | EUR | GBR | ALE | HUN | BEL | ITA | SIN | JAP | COR | IND | ABU | EUA | BRA | 303    | 4º            |
| 2012 | E20        | Renault RS27-2012 2.4 V8        | P    | Kimi Räikkönen    | 7   | 5   | 14  | 2   | 3   | 9   | 8   | 2   | 5   | 3   | 2   | 3   | 5   | 6   | 6   | 5   | 7   | 1   | 6   | 10  | 303    | 4º            |
| 2012 | E20        | Renault RS27-2012 2.4 V8        | P    | Romain Grosjean   | Ret | Ret | 6   | 3   | 4   | Ret | 2   | Ret | 6   | 18  | 3   | Ret |     | 7   | 19  | 7   | 9   | Ret | 7   | Ret | 303    | 4º            |
| 2012 | E20        | Renault RS27-2012 2.4 V8        | P    | Jérôme d'Ambrosio |     |     |     |     |     |     |     |     |     |     |     |     | 13  |     |     |     |     |     |     |     | 303    | 4º            |
| 2013 | E21        | Renault RS27-2013 2.4 V8        | P    |                   | AUS | MAL | CHN | BAR | ESP | MON | CAN | GBR | ALE | HUN | BEL | ITA | SIN | COR | JAP | IND | ABU | EUA | BRA |     | 315    | 4º            |
| 2013 | E21        | Renault RS27-2013 2.4 V8        | P    | Kimi Räikkönen    | 1   | 7   | 2   | 2   | 2   | 10  | 9   | 5   | 2   | 2   | Ret | 11  | 3   | 2   | 5   | 7   | Ret |     |     |     | 315    | 4º            |
| 2013 | E21        | Renault RS27-2013 2.4 V8        | P    | Heikki Kovalainen |     |     |     |     |     |     |     |     |     |     |     |     |     |     |     |     |     | 14  | 14  |     | 315    | 4º            |
| 2013 | E21        | Renault RS27-2013 2.4 V8        | P    | Romain Grosjean   | 10  | 6   | 9   | 3   | Ret | Ret | 13  | 19† | 3   | 6   | 8   | 8   | Ret | 3   | 3   | 3   | 4   | 2   | Ret |     | 315    | 4º            |
| 2014 | E22        | Renault Energy F1-2014 1.6 V6 t | P    |                   | AUS | MAL | BAR | CHN | ESP | MON | CAN | AUT | GBR | ALE | HUN | BEL | ITA | SIN | JAP | RUS | EUA | BRA | ABU |     | 10     | 8º            |
| 2014 | E22        | Renault Energy F1-2014 1.6 V6 t | P    | Romain Grosjean   | Ret | 11  | 12  | Ret | 8   | 8   | Ret | 14  | 12  | Ret | Ret | Ret | 16  | 13  | 15  | 17  | 11  | 17† | 13  |     | 10     | 8º            |
| 2014 | E22        | Renault Energy F1-2014 1.6 V6 t | P    | Pastor Maldonado  | Ret | Ret | 14  | 14  | 15  | DNS | Ret | 12  | 17† | 12  | 13  | Ret | 14  | 12  | 16  | 18  | 9   | 12  | Ret |     | 10     | 8º            |
| 2015 | E23 Hybrid | Mercedes PU106A Hybrid 1.6 V6 t | P    |                   | AUS | MAL | CHN | BAR | ESP | MON | CAN | AUT | GBR | HUN | BEL | ITA | SIN | JAP | RUS | EUA | MEX | BRA | ABU |     | 78     | 6º            |
| 2015 | E23 Hybrid | Mercedes PU106A Hybrid 1.6 V6 t | P    | Romain Grosjean   | Ret | 11  | 7   | 7   | 8   | 12  | 10  | Ret | Ret | 7   | 3   | Ret | 13† | 7   | Ret | Ret | 10  | 8   | 9   |     | 78     | 6º            |
| 2015 | E23 Hybrid | Mercedes PU106A Hybrid 1.6 V6 t | P    | Pastor Maldonado  | Ret | Ret | Ret | 15  | Ret | Ret | 7   | 7   | Ret | 14  | Ret | Ret | 12  | 8   | 7   | 8   | 11  | 10  | Ret |     | 78     | 6º            |

Negrito = Pole Position.
Itálico   = Volta Mais Rápida
Ret = Não completou a prova.
NL = Não largou
NP = Não participou
- = Classificado pois completou 90% ou mais da prova.
½ = Foram dados a metade dos pontos. A corrida foi interrompida pelo mau tempo.
DSC = Desclassificado da prova.

## Lotus F1 Junior Team
A Lotus F1 Junior Team é uma colaboração de gestão da Gravity Sports e gestão de Lotus F1 Team e substituiu o programa Renault Driver Development criado pela Renault F1 Team em 2002. O programa Lotus F1 Junior Team inclui o desenvolvimento para os pilotos em categorias menores para ir se familiarizando com o mundo da Fórmula 1.
Os pilotos Romain Grosjean, Jérôme d'Ambrosio, Heikki Kovalainen e Pastor Maldonado são todos ex-pilotos do programa.